# 何騰蛟
何騰蛟（1592年—1649年），字雲從，貴州黎平人。明末政治、軍事人物。天启初年举人。崇祯末累官湖广巡抚。南明时任湖广总督，抵御清军南下不力，兵败身死。
著有《明中湘王何騰蛟集》一卷，諡文烈，赠中湘王。

## 生平

### 天啟崇祯年间
騰蛟出身書香門第，祖父何志清，明嘉靖貢生，父訓課極嚴，有一天問書不解，父怒舉石硯擊騰蛟頭，罵說：「子不受教，擊死無悔。」
明天啟元年（1621年），中辛酉科舉人。崇禎年間，被授與南陽知縣，吏治精敏。後被拔擢為大興知縣，精敏如治南陽，遷郎署，擢鞏昌兵備副使。以善撫兵將，為秦督洪承疇所推薦。
崇禎十五年（1642年）春，奉命出任湖北鄖陽兵備道。崇禎十六年（1643年），張獻忠攻陷武昌，楚撫王聚奎、王揚基以失機論治，廷臣視楚為戒途，無敢赴者。三月，由史可法力薦，任右僉都御史，巡撫湖廣。

### 弘光隆武年间
弘光元年（1645年、順治二年）明将左良玉从武昌起兵反叛南明进攻南京，何騰蛟拒绝加入，进入湖南，聚集过去手下的僚属堵胤锡、傅上瑞、严起恒、章旷、周大启、吴晋锡等，招兵买马。六月，清軍進入南京，弘光朝覆滅。
五月李自成戰死後，大順軍餘部四散。在清軍兩路追擊下，西路大顺军（以田见秀、袁宗第为首）遂投何騰蛟，聯合抗清。但何腾蛟本无意与大顺军合营，因此没有诚意依靠这支久经战阵的军队，反而在驻地与粮饷上处处刁难大顺军。同时，何腾蛟还对大顺军进行分化和排挤，将大顺军中地位较低的郝摇旗、王进才收为亲信，而排挤田见秀、袁宗第及刘体纯等老将。由此使得田、袁为首的大顺军只好率部北上荆州，同另一支入荆南的大顺军（以李赤心（李過）、高一功为首）会和。
何騰蛟陸續招募左良玉餘部馬進忠、張先璧、黃朝宣等將。授黃朝宣、張先璧、劉承先、李赤心（李過）、郝搖旗(永忠)、袁宗第、王進才、董英、馬進忠、馬士秀、曹志建、王允成、盧鼎等為總兵，開鎮湖南，時稱“十三鎮”。後鄭芝龍、鄭鴻奎、黃道周等奉唐王監國繼而稱帝，年號隆武，是為紹宗襄皇帝。紹宗襄皇帝原為唐王，奉藩南陽，時何騰蛟為南陽知縣，是以騰蛟常謂人曰：「新上為南陽故人，魚水之合，吾輩皆有緣也」。
隆武二年（1646年）春，清兵勒克德渾進攻江西，騰蛟領軍由長沙出發。四月十四日清兵攻贛州，楊廷麟死守半年，何騰蛟坐視不救，僅派遣南安伯郝永忠帶兵馬一萬余名經郴州入龍泉（今江西遂川縣），郝永忠從長沙出發，經過衡州，九月初二日至郴州，即觀望不前。另一支部隊張先璧部也在行至同江西接境的攸縣后就“屯師不進”。十月初三日，清軍大舉攻城，至四日深夜，清軍登城拆垛，蜂擁入城，城陴和巷戰死者如麻，楊廷麟投清水塘自盡，至黎明，清軍佔領贛州城。
后郝搖旗部敗清軍於岳州、藤溪，抵住清军。

### 永曆年间
永曆元年（1647年）初，孔有德、尚可喜、耿仲明率清軍進攻湖南，三月陷岳州、湘陰，直指長沙。抗清陣線發生分裂。湖南总督何腾蛟、总兵王进才撤退。
永曆二年（顺治五年、1648年）永历帝在桂林，加封腾蛟为太师、进爵为侯，子孙世袭。閏三月，明降將金聲桓、李成棟等在江西、广东倒戈反清，清軍撤出湖南巩固武昌，抗清局面復振。何騰蛟趁勢反攻，取全州、永州、衡州。大顺军余部忠贞营在堵胤锡的领导下占领湖南大量州县，围困长沙。何騰蛟命堵胤锡率忠贞营离开，準備自己進攻長沙，然而久攻不下。內部紛爭又起。馬進忠西走武岡，常德失防，湖南大亂，不可收拾。
永曆三年（1649年）各鎮各懷二心，局勢惡化，一月，騰蛟往長沙見忠贞营李赤心（李過），以少數兵力入守湘潭。二月，清兵破湘潭，俘騰蛟，騰蛟絕食七日，從容吟絕命詩：“天乎人事苦難留，眉鎖湘江水不流。煉石有心嗟一木，凌雲無計慰三洲。河山赤地風悲角，社稷懷人雨溢秋。盡瘁未能時已逝，年年鵑血染宗周。”同月，騰蛟自縊於流水大埠橋邊，終年58歲。永曆帝聞訊，三軍縞素痛哭，諡文烈，赠中湘王。

## 歸處另說
二说，接《明史》“（李）勇，腾蛟旧部将也，率其卒罗拜，劝腾蛟降。腾蛟大叱，勇遂拥之去。绝食七日，乃杀之。”腾蛟实未死，部份旧部同其归隐四川顺庆府（张献忠战死遗址一带），死后葬于灵龟山，有实坟，封号“龟山之人”。

## 評價
史家顧誠則認為隆武之亡，不能只歸咎於鄭芝龍，何騰蛟本人實難辭其咎。隆武帝知道鄭芝龍跋扈難制，希望何騰蛟派精兵迎駕，移蹕江西，“清軍進攻贛州，隆武帝進退維谷的時候。何騰蛟為了保住自己的權勢，竟然置大局于不顧，一連幾個月不派使者向隆武帝報告情況”，“隆武帝被清軍俘殺，閩、贛、粵相繼失陷，何騰蛟在湖南的處境也越來越困難。”其也认为何腾蛟在抗清事业中成事不足败事有余，他“既无知人之明，又无御将之才，却私心自用”，不仅排挤了有抗清实力的大顺军，还为拼凑班底而重用湖南当地明朝杂牌军，为之加官请爵，然而这些人招兵买马，却只危害地方，毫无作用